# 正親町実光
正親町 實光（おおぎまち さねみつ）は、日本の江戸時代の公卿。孝明天皇の外祖父。

## 官途
日付は旧暦、括弧内の西暦年は当該年の単純換算
- 安永10年 (1781) 9月14日 - ?　侍従
- 天明2年 (1782) 3月2日 - ?　美作権介
- 天明5年 (1785) 1月13日 - 寛政元年9月16日　右近衛権少将
- 寛政元年 (1789) 9月16日 - 享和3年10月27日　左近衛権中将
- 寛政2年 (1790) 12月18日 - ?　播磨介
- 寛政7年 (1795) 1月28日 - 寛政8年 (1796) 11月22日　蔵人頭
- 寛政10年 (1798) 5月7日 - 享和3年10月27日　参議
- 享和3年 (1803) 10月27日 - 文化9年 (1812) 12月14日　権中納言
- 享和3年 (1803) 11月27日 - 享和4年 (1804) 2月7日　左衛門督
- 享和3年 (1803) 12月24日 - 文化10年 (1813) 閏11月2日　院別当（後桜町上皇）
- 文化4年 (1807) 2月15日 - 文化9年12月14日　右衛門督・検非違使別当
- 文化9年 (1812) 12月14日 - 文化14年 (1817) 11月22日　権大納言
- 嘉永3年 (1850) 3月5日　贈左大臣

## 叙位
日付は旧暦、括弧内の西暦年は当該年の単純換算
- 安永7年 (1778) 11月29日　従五位下
- 安永9年 (1780) 4月18日　従五位上
- 天明2年 (1782) 1月14日　正五位下
- 天明4年 (1784) 12月19日　従四位下
- 天明6年 (1786) 2月3日　従四位上
- 寛政7年 (1795) 2月4日　正四位上
- 寛政10年 (1798) 11月25日　従三位
- 寛政12年 (1800) 1月8日　正三位
- 享和4年 (1804) 1月11日　従二位
- 文化4年 (1807) 1月21日　正二位

## 系譜
- 父：正親町公明（1744-1813）
- 母：家女房
- 妻：千栄 - 四辻公亨の娘
  - 女子：正親町雅子（1803-1856） - 仁孝天皇典侍、新待賢門院
- 生母不明の子女
  - 男子：公訓
  - 男子：正親町公道
  - 三男：正親町実徳（1814-1896）
  - 男子：公厚